# میرچا الیاده

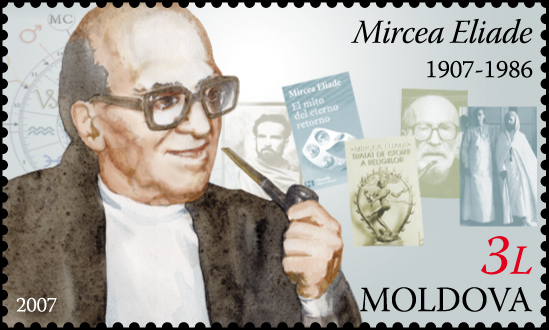
تمبر یادبود

میرچا الیاده (به رومانیایی: Mircea Eliade) (زادهٔ ۱۹۰۷ در بخارست – درگذشتهٔ ۱۹۸۶)، از اسطوره‌شناسان و دین‌پژوهان نامدار و استاد دین‌پژوهی در دانشگاه شیکاگو بود. وی در رومانی زاده شد. در دبیرستان به مطالعهٔ شیمی و زیست‌شناسی علاقه نشان داد. در هفده‌سالگی برای مطالعهٔ کتاب شاخهٔ زرین اثر جیمز فریزر زبان انگلیسی را فراگرفت. سپس آموختن زبان‌های ایتالیایی و فارسی را آغاز کرد. پس از دریافت مدرک کارشناسی از دانشگاه بخارست به هند عزیمت کرد و در دانشگاه کلکته به آموختن زبان سانسکریت و مطالعهٔ آثار شرقی، دین‌شناسی و اسطوره مشغول شد. در آن‌جا مدرک دکترا گرفت و برای تدریس به دانشگاه سوربن دعوت شد. در سال ۱۹۵۲ میلادی مجموعه گفتگوهای خود با کارل یونگ را منتشر کرد. الیاده در سال ۱۹۸۶ درگذشت.

## زندگی و تحصیل
میرچا الیاده در مارس ۱۹۰۷ در بخارست، رومانی زاده شد. بخشی از تحصیلات دانشگاهی خود را در همان‌جا گذارند. چهار سال در هند به مطالعهٔ فلسفه، ادیان و فرهنگ هند، به‌ویژه یوگا و زبان سانسکریت پرداخت. سپس به رومانی بازگشت و تز دکترای خود را با عنوان تاریخ تطبیقی فنون یوگا در سال ۱۹۳۰ گذارند. الیاده پایان‌نامه‌اش را در ۱۹۳۶ منتشر کرد. وی به تدریس در دانشگاه بخارست پرداخت و مقالات بسیاری در زمینهٔ تاریخ، تطبیق ادیان، فولکور و نیز چند داستان قابل‌توجّه نوشت.
در ۱۹۴۰ وابستهٔ فرهنگی در لندن شد و در ۱۹۴۱ به لیبسبون منتقل شد. بنا به دعوت پروفسور ژرژ دومزیل به تدریس تاریخ ادیان در کلاس آزاد مدرسهٔ تتبعات عالیه در ۱۹۴۵ مشغول شد و در دسامبر همان سال به عضویت در انجمن آسیایی پاریس درآمد. الیاده طی همین سال‌ها ملاقات‌ها و گفتگوهای بسیاری با شخصیت‌های رومانیاییِ مقیمِ پاریس از جمله: الناوکه رسکو، امیل چوران، اوژن یونسکو و جورجه انسکو داشت.
پس از جنگ جهانی دوم به پاریس رفت و به تدریس در سوربن و پس از آن در اغلب دانشگاه‌های اروپا پرداخت. در آنجا با مجلات نقد، تاریخ ادیان، کمپروندر، و پارو همکاری داشت. الیاده بنا به دعوت یواخیم واخ، استاد دانشگاه شیکاگو، برای تدریس در بخش تاریخ ادیان به آمریکا رفت.

## کنفرانس‌ها
الیاده در کنفرانس‌های متعددی شرکت و سخنرانی کرد. برخی از آن‌ها عبارتند از: کنفرانس در کلژ فرانسه دربارهٔ ساختار اسطوره در دنیای مدرن (ژانویهٔ ۱۹۵۰)، کنفرانس در رم دربارهٔ شمنیزم و در انستیتو اورینتال بنا به دعوت توچی راجع به تانتریسم و شمنیزم (مارس ۱۹۵۰) کنفرانس ارانوس در آسکونا، شرکت در کنگرهٔ بین‌المللی تاریخ ادیان در آمستردام (سپتامبر ۱۹۵۰)، شرکت در کنگرهٔ بین‌المللی شرق‌شناسی مونیخ (۱۹۵۵)، کنفرانس دیدارهای بین‌المللی در ژنو (۱۹۵۳)، شرکت در کنگرهٔ تاریخ ادیان در شیکاگو، ایلینوی (آوریل ۱۹۵۵)، شرکت در کنگرهٔ تاریخ ادیان در توکیو (۱۹۵۸) و ماربورگ (۱۹۶۰).

## افتخارات علمی
الیاده در ۱۹۶۴ از طرف دانشگاه شیکاگو به اعطای عنوان استاد خدمات ممتاز سیول ال. آیوری مفتخر شد و در ۱۹۶۶ دکترای افتخاری دانشگاه ییل را دریافت کرد. دریافت مدال طلای جایزهٔ فرهنگ مسیحی از طرف دانشگاه ویندسور کانادا و دریافت دکترای افتخاری از ریپون کالج در ۱۹۶۹ و به عضویت درآمدن در آکادمی بریتانیا در سال ۱۹۷۰ از دیگر افتخارات علمی اوست. الیاده از ۱۹۷۰ به بعد دکترای افتخاری از دانشگاه‌ها و مراکز معتبر علمی متعددی را دریافت کرد. برخی از آن‌ها عبارتند از: کالج بوستون (۱۹۷۱)، کالج حقوق سیل فیلادلفیا (۱۹۷۲)، کالج اولبرین (۱۹۷۳)، آکادمی بلژیک (۱۹۷۵) و دانشگاه سوربن (۱۹۷۶) و دریافت کمن لوژیون دونور از سوربن (۱۹۸۴).
الیاده در دههٔ آخر عمرش، به طرح‌ریزی و نظارت بر تألیف و تدوین دائرةالمعارف دین مشغول بود تا این‌که پس از تکمیل تدوین این دائرةالمعارف و درست یک ماه پس از نگارشِ پیش‌گفتار خود بر آن درگذشت. این دائرةالمعارف به زبان انگلیسی در ۱۶ مجلد و در حدود هشت هزار صفحه است که دارای ۲۷۵۰ مقاله و ۱۴۰۰ نفر از پژوهشگران پنجاه کشور جهان با آن همکاری کرده‌اند. میرچا الیاده سرانجام در ۱۴ آوریل ۱۹۸۶ دچار سکتهٔ مغزی شد و در ۲۲ آوریل درگذشت.

## آثار
برخی از آثار الیاده عبارتند از:
آیین ها و نمادهای تشرف
- سیاحت معنوی
- تاریخ تطبیقی تکنیک‌های یوگا
- منشأ عرفان هندی
- تاریخ اندیشه‌های دینی ؛ در سه مجلد:۱."از عصر حجر تا اسرار الئوسیس" ۲.از "گوتمه بودا تا پیروزی مسیحیت" ۳.از "محمد تا عصر اصلاحات" به ترجمهٔ بهزاد سالکی، بنگاه ترجمه و نشر کتاب پارسه
- در پی سرچشمه های ادیان
- شمنیزم
- یوگا
- رؤیاها و رمزها
- ولادت عارفانه
- اسطوره و نماد
- چشم‌اندازهای اسطوره ترجمه جلال ستاری، انتشارات توس، ۲۱۹ صفحه، ۱۳۹۲
- باورها و عقاید دینی
- سرویراستاری دائرةالمعارف دین
- مقدس و نامقدس (ماهیت دین) ترجمه بهزاد سالکی، نشرخردناب، ۲۴۰ صفحه، ۱۳۸۰
- اسطوره بازگشت جاودانه ترجمه بهمن سرکاراتی، نشر قطره، ۱۳۷۸
- اسطوره و واقعیت ترجمه مانی صالحی علامه، بنگاه ترجمه ونشرکتاب پارسه، ۱۳۹۱
- در خیابان مینتولاسا، ترجمهٔ محمدعلی صوتی، انتشارات زرین، ۱۳۶۸
- یک مرد بزرگ و دوازده هزار راس گاو، ترجمهٔ محمدعلی صوتی، نشر اساطیر، ۱۳۸۱

## اندیشه

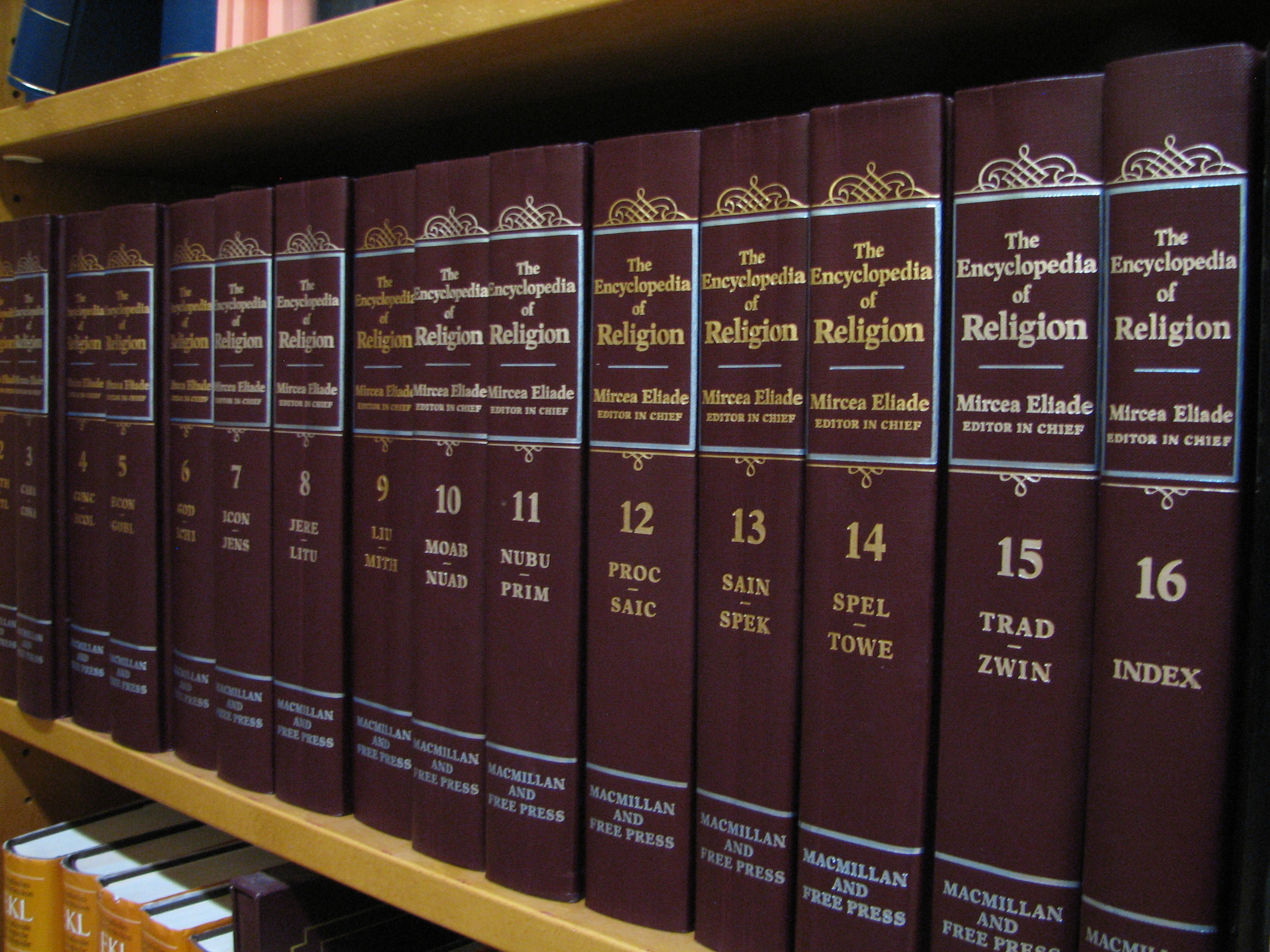
کتاب های نوشته شده توسط میرچا الیاده

الیاده در تفسیر و تأویل پدیده‌های دینی روش و نگرش تازه‌ای داشت و بر آن بود که نمادپردازی دینی، بهترین جلوهٔ پاسخ خلاقانه‌ای است که انسان به هیبت هستی و حضور در کیهان ناپیدا کران می‌دهد. انسان نهایتاً با کیهان هم‌سو و هم‌ساخت (همان هماهنگی و همسانی جهان صغیر با جهان کبیر که ریشه در اندیشه‌های دینی و عرفانی کهن دارد) و اساطیر کهن که حکم صور ازلی یا اعیان ثابته را دارند، هنوز و همچنان در ذهن و زندگی انسان جدید نفوذ دارند. وی بر آن بود که تاریخ و تحقیق ادیان، همدلی و انسان‌دوستی به بار می‌آورد که بسی فراتر و اصیل‌تر از اومانیسم غیردینی غربی است. روش و نگرش الیاده در اتمام آثارش، تلفیقی و کثرت‌گرایانه و همراه با وسعت مشرب است و آمیزه‌ای است از مردم‌شناسی، پدیدارشناسی به شیوه هوسرل، ساخت‌گرایی و تأویل و کشف معنای باطنی یا هرمنوتیک. این نکته هم به عنوان بخشی از نگرش او قابل ذکر است که او تقدس یا امر قدسی، یعنی جوهر مشترک همه جلوه‌های حیات و فرهنگی دینی را امری اصیل، بسیط، واحد و تحویل‌پذیر و غیرقابل تجزیه و تحویل به حقایق، امور، عناصر، تجارب و معارف دیگر می‌داند.
به اعتقاد الیاده، حوزه دین را باید به‌طور مستقل در نظر گرفت. دین را نباید به امور دیگری مانند جامعه‌شناسی، روان‌شناسی و فیزیولوژی، اقتصاد، زبان، هنر و غیره تحویل داد؛ یعنی ماهیت دین را نباید با این امور تبیین کرد. پدیده دین را باید حوزه مستقلی در نظر گرفت و آن را بدون فروکاستن به دیگر حوزه‌های معرفت بشری تبیین کرد. تبیین دین براساس مقولات دیگر نظیر آنچه ذکر شد، همان تحویل‌گرایی است.
تفاوت تحویل‌گرایی و نظر الیاده دربارهٔ دین، نگاه علی و معلولی است. اگر تحویل‌گرایی را بپذیریم، دین متغیر مستقلی نیست؛ تغییر دین معلول امور دیگری مانند روان‌شناسی و جامعه‌شناسی است، یعنی دیگر وجوه زندگی بشر، مانند بعد روانی و اجتماعی و غیره، عامل اصلی در تغییر و نیز تبیین دین خواهند بود. زندگی دینی را باید با این امور تبیین کرد. این همان دید معمولی دربارهٔ ماهیت دین است.
اما بنا به نظر الیاده، دین غیرقابل تحویل به این امور است، یعنی دین خود متغیر مستقلی است. دین نقش مستقلی در حیات بشر دارد. دین را باید علتی مستقل در نظر گرفت، نه معلول عوامل دیگر. نگاه علّی آن‌گاه جایگزین نگاه معلولی می‌شود که تحویل‌گرایی را نپذیریم.
پیش‌فرض دوم الیاده مربوط به روش بررسی دین است. در پیش‌فرض نخست دین را صرفاً براساس امور اجتماعی و روانی و غیره نمی‌توان تبیین کرد. الیاده معتقد است که باید از دو منظر به دین نگریست و مطالعه و تبیین حقیقی دین باید براساس ترکیب این دو منظر صورت گیرد
در گام اول باید از منظر تاریخ به دین نگریست. دین‌پژوهان باید سیر تاریخی ادیان را بررسی کنند. از این نظر که دین‌پژوهان پیشینه ادیان و تحولات تاریخی آن‌ها را بررسی می‌کنند، موضوع مورد بحث آن‌ها تاریخ است.
گام دوم این است که از منظر «مقایسه و تطبیق» به ادیان بنگریم. الیاده می‌گوید: «بدون مقایسه، هیچ دانش حقیقی‌ای وجود ندارد». در مورد ادیان باید باورها، مراسم و نمادهای هر دینی را با باورها و مراسم و نمادهای ادیان دیگر مقایسه کرد، و پس از آن میان آن‌ها داوری کرد.
البته مورخان هم در بررسی‌های تاریخی خود به مقایسه برخی امور می‌پردازند، ولی به نظر الیاده، پدیده‌های متنوع دینی مانند باورها، اعمال، نمادها، اسطوره‌ها، و… را باید بدون در نظر گرفتن مکان و زمان اصلی آن‌ها سنجید. زمان‌ها و مکان‌های این مظاهر دینی فرق می‌کند، امّا همه آن‌ها یکسانند و می‌توان همه آن‌ها را در آزمون قیاس نهاد.
مظاهر پدیده‌های دینی نیز مکان‌ها و زمان‌های معینی برای خود دارند؛ مثلاً در هر دینی عبادت در زمان و مکان خاصی انجام می‌شود، ولی این عبادت‌ها را بدون در نظر گرفتن زمان و مکان آن‌ها می‌توان مقایسه کرد. همچنین به عنوان مثال، زئوس (Zeus) خدای یونانیان بود و آن‌ها زئوس را می‌پرستیدند. یونانیان به خدایان بی‌شماری اعتقاد داشتند؛ زئوس خدای مذکر و برتر بود، خدای آسمان بود، در زمان‌ها و مکان‌های گوناگونی ظاهر می‌شد و برای خود همسری داشت. زئوس به یونانیان اختصاص داشت و در ادیان دیگر ملل، وجود ندارد، امّا «خدای آسمان» به یونانیان اختصاصی ندارد و در دیگر ادیان هم می‌توان چنین چیزی را یافت. ما با بررسی خدای آسمانی در فرهنگ‌ها و ادیان مختلف می‌توانیم به حقایق کلی دست بیابیم. این روش بررسی را، الیاده پدیدارشناسی می‌نامد.
به نظر الیاده در تمام ادیان، دینداران میان دو سطح مقدس و نامقدس فرق می‌گذارند.
نامقدس قلمرو اشیایی است که ما هر روز با آن‌ها سروکار داریم؛ قلمرو اشیای معمولی و غیرمهم. مراد اشیایی است که اهمیت خاص دینی برای ما ندارند. مقدس مقابل چنین اموری است. مقدس فضای امور فوق طبیعی و اشیای غیرعادی است. نامقدس در معرض نابودی و زوال است، ولی مقدس همیشگی، اصیل و واقعی است. نامقدس صحنه‌ای از حیات بشر را دربرمی‌گیرد که تغییر می‌پذیرد و کهنه می‌شود؛ ولی مقدس عرصه‌ای است که زنده است، و ترتیب و کمال دارد. به نظر الیاده چشمه دین از همین تمایز نهادن میان مقدس و نامقدس می‌جوشد.
الیاده عنصر اساسی و مشترک میان ادیان را همان امر مقدس می‌داند. قلمرو دین، تمیز نهاده میان مقدس و نامقدس است، ولی الیاده بر خلاف اتو، امر مقدس را تنها در مواجهه با خداوند جستجو نمی‌کند. امر مقدس عمومی‌ترین پدیده مشترک میان همه ادیان است. در تمام امور دینی می‌توان اثری از تکنیک مقدس و نامقدس یافت. برای فرد دیندار، مکان همگون و یکسان نیست، یعنی انسان دیندار همه مکان‌ها را یکسان تجربه نمی‌کند. برخی مکان‌ها برای او مقدسند. به عنوان مثال، برای فرد مسلمان، مساجد نسبت به اماکن عمومی تقدس خاصی دارند؛ پس مسلمان در مسجد، مکان مقدس را تجربه می‌کند. از این جهت، مکان برای دیندار نامتجانس است. تفکیک امر مقدس از نامقدس در مکان هم جاری است. همچنین دیندار، زمان را به نحو یکسان تجربه نمی‌کند. زمان از نظر دیندار نامتجانس است. برخی زمان‌ها – بر خلاف دیگر زمان‌ها – مقدسند و دیندار چنین زمانی را به نحو مقدس تجربه می‌کند.
با این تحلیل الیاده، تفکیک میان مقدس و نامقدس عمومی‌ترین پدیده در تمام ادیان است، و محدودیت‌های تحلیل اتو در رهیافت او وجود ندارد. اساساً از نظر الیاده این همین تفکیک نهادن میان مقدس و نامقدس است و تفاوت انسان دیندار و بی‌دین در همین امور است. برای فرد بی‌دین زمان‌ها و مکان‌ها متجانسند، ولی برای دیندار زمان‌ها و مکان‌ها نامتجانس و ناهمگونند.
الیاده مدعی است که روش او تطبیقی و جهانی است، یعنی عناصری را از ادیان مختلف جهان با هم مورد تطبیق قرار می‌دهد و به نتایجی نیز می‌رسد، ولی بررسی او جهانی نیست. به عنوان مثال ادیان چین و نیز اسلام را در نظر نگرفته‌است. به عنوان مثال، الیاده تاریخی‌گری انسان مدرن را معلول سنت یهودی – مسیحی می‌داند. به عبارت دیگر، خود یهودیت و مسیحیت را عامل پیدایش فلسفه‌های سکولار می‌داند. او می‌گوید: خود عقاید یهودی – مسیحی موجب شد که روند تفکر مدرن به تاریخی‌گری و سکولاریسم بینجامد؛ ولی اسلام هم به‌طور مشخص با یهودیت و مسیحیت در این نکته شریک است که امر مقدس را صرفاً بیرون از تاریخ نمی‌بیند، بلکه امر مقدس را در همه جا و همهٔ زمان‌ها حاضر می‌داند.
از این گذشته، الیاده در ادیان مختلف، نمادها و اسطوره‌هایی را می‌یابد که نشان می‌دهند امر مقدس واقعیت دارد و سپس میان ادیان مختلف و دین با ادیان باستانی ارتباط برقرار می‌کند. امّا به کار بردن چنین روشی در ادیان آسان نیست. در هر یک از ادیان، نمادها و اساطیر فراوانی یافت می‌شوند که با تحلیل الیاده سرسازگاری ندارد. ارائه نظریه‌ای جهانی دربارهٔ دین امر مشکلی است. همه ادیان از ماهیت و عناصر یکسانی برخوردار نیستند و تفاوت‌های عمیقی میان آن‌هاست؛ لذا نمی‌توان با یافتن چند عنصر مشابه، نظریه‌ای کلی دربارهٔ همه ادیان ارائه داد و ساختار همه ادیان را از این طریق نمایاند.

## پی‌نوشت
1. ↑  «میرچا الیاده، باشگاه اندیشه». بایگانی‌شده از اصلی در ۲ اکتبر ۲۰۱۷. دریافت‌شده در ۲۷ ژوئیه ۲۰۱۷.